# Яркон (парк)
Яркон (івр. פארק הירקון, Park HaYarkon) — великий міський парк площею 3,8 км², розташований у місті Тель-Авів (Ізраїль). На півночі парк межує з бульваром Роках, на півдні — з районом Бавлі. Через парк протікає річка Яркон, що впадає у Середземне море на його західному боці. На території парку Яркон знаходяться великі газони, спортивні споруди, ботанічний сад, пташник, аквапарк, два відкритих концертних майданчика і кілька штучних озер.
Однією з найвідоміших пам'яток парку є Антіпатріс та його фортеця Бінарі-Баші. Цю споруду було зведено на березі річки Яркон у період Османської імперії, у 1671 році. З фортеці відкривається панорама джерела Рош-ха-Аїн, на східньому боці фортеці розташована насосна станція періоду Британського мандату, створена для забезпечення джерельною водою Єрусалиму.
Сад Каменів у парку демонструє геологічне розмаїття країни, на площі 4 га зібрані мінерали зі всіх регіонів Ізраїлю, між якими висаджені 3 500 видів рослин, в тому числі 2,4 га займають насадження кактусів. Також у парку є Тропічний сад площею 2 га, де росте багато пальм та створений подібний до тропічного мікроклімат навколо невеликого озера. Тут росте багато орхідей і ліан.
Американський поп-співак Майкл Джексон під час його Dangerous World Tour дав тут 2 концерти, що відбулися 20 та 21 вересня 1993. Разом ці концерти відвідали 180,000 людей.